# Temporada 1952-53 de los Milwaukee Hawks
La Temporada 1952-53 fue la cuarta de los Milwaukee Hawks en la NBA. La temporada regular acabó con 27 victorias y 41 derrotas, ocupando el quinto y último puesto de la División Oeste, no logrando clasificarse para los playoffs.

## Elecciones en elDraft
| Ronda | Puesto | Jugador       | Posición  | Nacionalidad   | Universidad   |
| ----- | ------ | ------------- | --------- | -------------- | ------------- |
| 1     | 1      | Mark Workman  | Ala-Pívot | Estados Unidos | West Virginia |
| 2     | 10     | Eddie Miller  | Ala-Pívot | Estados Unidos | Syracuse      |
| 5     | 41     | George McLeod | Alero     | Estados Unidos | TCU           |
| -     | -      | Bobby Watson  | Base      | Estados Unidos | Kentucky      |

## Temporada regular
| División Central         | División Central | División Central | División Central | División Central | División Central | División Central | División Central | División Central |
| Equipo                   | G                | P                | %                | PD               | Casa             | Fuera            | Neutral          | Div              |
| ------------------------ | ---------------- | ---------------- | ---------------- | ---------------- | ---------------- | ---------------- | ---------------- | ---------------- |
| x-Minneapolis Lakers     | 48               | 22               | .686             | -                | 24-2             | 16-15            | 8-5              | 17-13            |
| x-Rochester Royals       | 44               | 26               | .629             | 4                | 24-8             | 13-17            | 7-1              | 27-13            |
| x-Fort Wayne Pistons     | 36               | 33               | .522             | 11.5             | 25-9             | 8-19             | 3-5              | 18-22            |
| x-Indianapolis Olympians | 28               | 43               | .394             | 20.5             | 19-14            | 4-23             | 5-6              | 15-26            |
| Milwaukee Hawks          | 27               | 44               | .380             | 21.5             | 14-8             | 3-24             | 10-12            | 15-26            |

## Estadísticas
| Rk | Jugador           | Edad | P  | PT | MP   | TC  | TCI  | %TC  | 3P | 3PI | %3P | TL  | TLI | %TL   | RO | RD | RT   | AS  | RB | TAP | BP | FP  | PTS  |
| 1  | Jack Nichols      | 26   | 69 |    | 38.1 | 6.2 | 17.0 | .363 |    |     |     | 3.5 | 4.9 | .708  |    |    | 7.7  | 2.8 |    |     |    | 3.4 | 15.8 |
| 2  | Mel Hutchins      | 24   | 71 |    | 40.7 | 4.5 | 11.9 | .379 |    |     |     | 2.7 | 4.2 | .654  |    |    | 11.2 | 3.2 |    |     |    | 3.0 | 11.7 |
| 3  | George Ratkovicz  | 30   | 61 |    | 33.4 | 3.1 | 9.4  | .333 |    |     |     | 4.0 | 5.5 | .723  |    |    | 7.7  | 3.3 |    |     |    | 4.2 | 10.3 |
| 4  | Bill Calhoun      | 25   | 49 |    | 39.0 | 3.3 | 9.8  | .342 |    |     |     | 3.7 | 5.0 | .725  |    |    | 5.1  | 2.9 |    |     |    | 2.4 | 10.3 |
| 5  | Don Boven         | 27   | 27 |    | 24.7 | 3.2 | 8.1  | .397 |    |     |     | 2.5 | 4.0 | .626  |    |    | 3.6  | 1.3 |    |     |    | 3.8 | 8.9  |
| 6  | Dave Minor        | 30   | 40 |    | 32.7 | 3.0 | 8.1  | .369 |    |     |     | 2.0 | 2.7 | .736  |    |    | 5.3  | 2.6 |    |     |    | 4.4 | 8.0  |
| 7  | Johnny Payak      | 26   | 68 |    | 21.6 | 1.9 | 5.5  | .343 |    |     |     | 2.6 | 3.6 | .726  |    |    | 1.7  | 2.1 |    |     |    | 2.9 | 6.4  |
| 8  | Stan Miasek       | 28   | 40 |    | 18.7 | 2.0 | 6.2  | .325 |    |     |     | 1.7 | 3.1 | .566  |    |    | 4.0  | 1.3 |    |     |    | 3.1 | 5.7  |
| 9  | Al Masino         | 24   | 72 |    | 24.6 | 1.9 | 5.6  | .335 |    |     |     | 1.8 | 2.8 | .627  |    |    | 2.5  | 2.2 |    |     |    | 3.5 | 5.5  |
| 10 | Don Otten         | 31   | 24 |    | 16.0 | 1.4 | 3.6  | .391 |    |     |     | 2.7 | 3.8 | .703  |    |    | 3.7  | 0.9 |    |     |    | 2.8 | 5.5  |
| 11 | Dillard Crocker   | 28   | 61 |    | 12.7 | 1.6 | 4.7  | .352 |    |     |     | 2.1 | 3.1 | .688  |    |    | 1.7  | 1.0 |    |     |    | 3.3 | 5.4  |
| 12 | Bucky McConnell   | 24   | 14 |    | 21.2 | 1.9 | 5.1  | .380 |    |     |     | 1.0 | 2.1 | .483  |    |    | 2.4  | 2.9 |    |     |    | 2.8 | 4.9  |
| 13 | Jim Brasco        | 21   | 10 |    | 13.7 | 1.4 | 4.6  | .304 |    |     |     | 1.6 | 2.0 | .800  |    |    | 0.9  | 0.9 |    |     |    | 1.2 | 4.4  |
| 14 | John O'Boyle      | 24   | 5  |    | 19.4 | 1.6 | 5.2  | .308 |    |     |     | 1.0 | 1.4 | .714  |    |    | 2.0  | 1.0 |    |     |    | 4.0 | 4.2  |
| 15 | Eddie Miller      | 21   | 10 |    | 16.0 | 1.5 | 5.6  | .268 |    |     |     | 0.9 | 1.7 | .529  |    |    | 6.0  | 0.6 |    |     |    | 2.6 | 3.9  |
| 16 | George Feigenbaum | 23   | 5  |    | 15.8 | 0.8 | 4.4  | .182 |    |     |     | 1.6 | 3.0 | .533  |    |    | 1.4  | 1.8 |    |     |    | 2.8 | 3.2  |
| 17 | Mike O'Neill      |      | 4  |    | 12.5 | 1.0 | 4.3  | .235 |    |     |     | 1.0 | 1.0 | 1.000 |    |    | 2.3  | 0.8 |    |     |    | 2.5 | 3.0  |
| 18 | Mark Workman      | 22   | 5  |    | 5.8  | 1.0 | 3.4  | .294 |    |     |     | 0.2 | 0.4 | .500  |    |    | 1.2  | 0.2 |    |     |    | 1.4 | 2.2  |
| 19 | Andrew Levane     | 32   | 7  |    | 9.7  | 0.4 | 3.4  | .125 |    |     |     | 0.3 | 0.4 | .667  |    |    | 1.3  | 1.3 |    |     |    | 2.1 | 1.1  |
| 20 | Pete Darcey       | 22   | 12 |    | 7.5  | 0.3 | 1.5  | .167 |    |     |     | 0.4 | 0.8 | .556  |    |    | 0.8  | 0.2 |    |     |    | 2.4 | 0.9  |